# Västerdals kontrakt
Västerdals kontrakt var ett kontrakt inom Svenska kyrkan i Västerås stift. Kontraktet bildades 1747 genom en utbrytning ur Norrbärke kontrakt. Det upphörde den 1 januari 2007 där församlingarna uppgick i  Västerbergslagens kontrakt och Norra Dalarnas kontrakt.

## Ingående församlingar
Överförda till Västerbergslagens kontrakt
- Järna församling
- Äppelbo församling
- Nås församling

Överförda till Norra Dalarnas kontrakt 
- Malungs församling
- Lima församling som 2006 uppgick i Lima-Transtrands församling
- Transtrands församling som 2006 uppgick i Lima-Transtrands församling

Överförd 1995 till Nedansiljans kontrakt
- Floda församling

Återfördes till Norrbärke kontrakt 1798 eller senare
- Säfsnäs församling

Från 1815 till 1922 fanns i kontraktet även
- Tyngsjö församling